# Krośnice (wieś w województwie dolnośląskim)
Krośnice (niem. Kraschnitz, tuż po wojnie Kraśnica) – wieś w Polsce, położona w województwie dolnośląskim, w powiecie milickim, w gminie Krośnice.
W latach 1954–1972 wieś należała i była siedzibą władz gromady Krośnice. W latach 1975–1998 miejscowość administracyjnie należała do województwa wrocławskiego. Według Narodowego Spisu Powszechnego (III 2011 r.) liczyły 1820 mieszkańców. Są największą miejscowością gminy Krośnice.

## Opis miejscowości
Miejscowość jest siedzibą gminy Krośnice i parafii rzymskokatolickiej pw. św. Maksymiliana Marii Kolbe. Zachowany zespół pałacowo-parkowy dawnej rezydencji rodziny Recke-Volmersteinów (obecnie siedziba urzędu gminy), otoczony terenami parkowymi i leśnymi o pow. 45 ha po których kursuje Krośnicka Kolej Wąskotorowa.